# Madeleine de Scudéry
Pour les articles homonymes, voir Mademoiselle de Scudéry (homonymie) et Scudéry.
Œuvres principales
- Les Femmes illustres ou les Harangues héroïques (1642-1644)
- Artamène ou le Grand Cyrus (1649-1653)
- Clélie, histoire romaine (1654-1660)
- Célinte (1661)
- Mathilde d’Aguilar (1667)
- La Promenade de Versailles (1669)

Madeleine de Scudéry, connue également comme Mademoiselle de Scudéry, née au Havre le 15 novembre 1607 et morte à Paris le 2 juin 1701, est une femme de lettres française.
En 1652, elle lance son salon littéraire à Paris, réputé pour ses conversations érudites et galantes. Les « samedis de Mademoiselle de Scudéry » deviennent alors le lieu de rencontre des principales célébrités littéraires de l'époque.
Son œuvre littéraire a été associée ultérieurement au mouvement de la préciosité.

## Biographie

### Jeunesse
Fille de Georges de Scudéry (mort en 1638), lieutenant du port du Havre, et de Madeleine de Martel de Goustimesnil, (1569 - 1614), Madeleine de Scudéry est orpheline dès l’âge de six ans et c’est son oncle, un ecclésiastique, qui l’élève avec son frère Georges, lui fait découvrir les lettres, la danse, la musique et qui, par ses entrées à la Cour, lui fait rencontrer des personnes influentes et la fait admettre au salon de l’hôtel de Rambouillet, au milieu des années 1630. Elle s’installe définitivement à Paris en 1640, suivant son frère, qu'elle accompagne à  Marseille, entre 1644 et 1647, où il a exercé une charge de gouverneur.
Elle est pressentie pour être la gouvernante des nièces du cardinal Mazarin.

### Salon littéraire
Elle était surnommée Sapho, d’après la poétesse Sappho, selon la mode du temps. Elle fut une habituée de l’hôtel de Rambouillet avant de lancer, en 1652, son propre salon littéraire. Celui-ci donna longtemps le ton de la préciosité, dont elle était l’une des plus célèbres représentantes.
La plupart des célébrités de l’époque, Madame de La Fayette, Madame de Sévigné, Antoinette Des Houlières, mais aussi Montausier, La Rochefoucauld, Conrart, Chapelain, Pomponne et Pellisson, ainsi que la marquise du Plessis-Bellière, honorèrent régulièrement les « samedis de Mademoiselle de Scudéry » de leurs conversations érudites et galantes, se désignant également par des surnoms. Le salon se réunissait dans Le Marais : d’abord rue du Temple, puis rue de Beauce.

### Œuvre littéraire

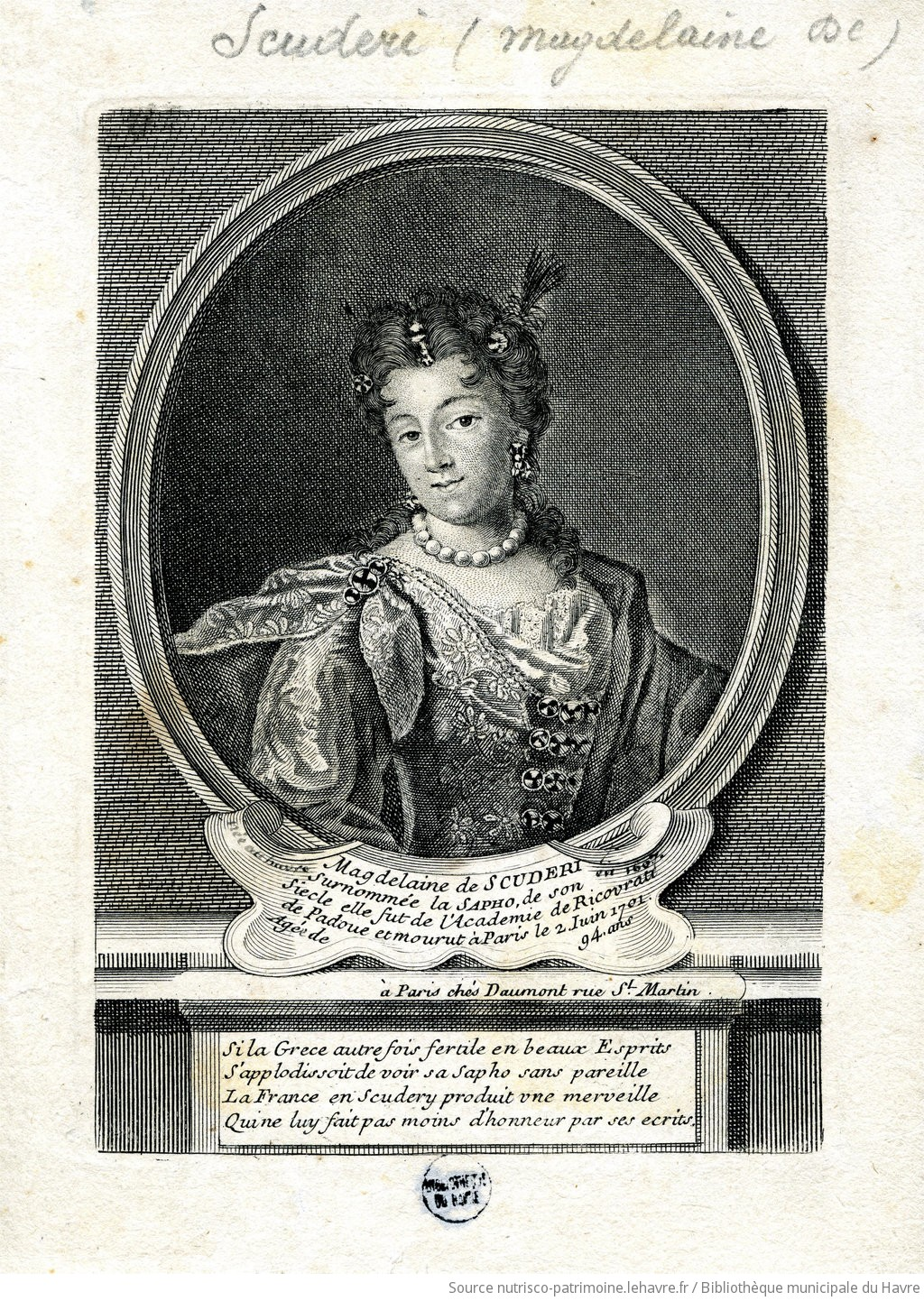
Magdelaine de Scuderi

Elle participe en 1642 à la rédaction du Recueil des femmes illustres, plus particulièrement à la partie de L’épître aux Dames. Ce recueil biographique exhorte les femmes à enrichir leur éducation plutôt qu'à se parer pour avancer dans la société. Il célèbre la part prise par les femmes en littérature et dans l'art rhétorique : se fondant sur les principes édictés par les Classiques (Cicéron, Quintilien, Aristote et les sophistes), l'auteur prête ses discours à des héroïnes telle Cléopâtre. Pour poser les principes du « beau langage » des salons, elle poursuit cette adaptation de la rhétorique antique à la langue française dans Conversations sur divers sujets (1680) et Conversations nouvelles sur divers sujets dédiées au Roy (1684). À la façon des Colloques d’Érasme, ces deux recueils comportent des dialogues illustrant différents modes : le badinage, le discours, la raillerie, l'invention et « la manière d'écrire des lettres ».
Elle est l’autrice, sous le nom de son frère Georges, qui n’a jamais hésité à endosser la paternité d’un grand nombre d’écrits de sa sœur, de longs romans à clé galants, dépourvus de toute vraisemblance historique, où se reconnaissent aisément les portraits de personnages tels que Condé, Madame de Longueville, etc. transposant dans l’Antiquité la vie de la société mondaine de son temps : Ibrahim ou l’Illustre Bassa (quatre volumes, 1642) ; Artamène ou le Grand Cyrus (1649-1653), le plus long roman de la littérature française (dix volumes) ; Clélie, histoire romaine (dix volumes, 1654-1660) ; Almahide ou l’esclave reine (huit volumes, 1660) ; Mathilde d’Aguilar, histoire espagnole (1667). Comme dans le conte didactique La Promenade de Versailles, ou l'histoire de Célanire (1669), l'éducation des jeunes femmes est un thème récurrent de ces dernières œuvres.
Lieux d’analyses raffinées de la vie intérieure des personnages dont les portraits ont souvent un étonnant relief, ces œuvres ont donné vie à des émotions nouvelles, telles que la mélancolie, l’ennui, l’inquiétude et certaines douces rêveries qui préfigurent Rousseau et Senancour. Publiées à part dans la Morale du monde ou Conversations (dix volumes, 1680-1682), les conversations pleines de sens et d’esprit de ses personnages sont devenues une sorte de manuel de la société élégante. Ces romans ont donné lieu à une vogue de romans précieux proposant une vision idéalisée de l’amour et une peinture poétisée de la société mondaine. C’est dans Clélie, histoire romaine que figure la fameuse « Carte de Tendre » à la géographie galante, confinant parfois au mièvre, qui a détourné le courant précieux de son modernisme originel. L’abbé d’Aubignac lui dispute l’invention de cette carte.

#### Résonance politique
Madeleine de Scudéry a néanmoins fait tenir, dans Artamène ou le grand Cyrus, des propos très violents contre le mariage à son héroïne Sappho, qui va jusqu’à dire que cette institution est une tyrannie. Sur ce point, elle sera cohérente avec elle-même en restant célibataire jusqu’à sa mort. Dans cet ouvrage, inspiré de l'univers romanesque de la Fronde, on attribue couramment le personnage de Sappho à Madeleine de Scudéry elle-même. Le nom de l'héroïne est une référence à la poétesse grecque Sappho, notamment connue pour avoir exprimé dans ses écrits son attirance pour les femmes. Ce roman est également considéré par certains critiques littéraires comme le premier roman moderne dans la mesure où, sa publication n’ayant pas été interrompue par la Fronde, cette œuvre, sans faire l’apologie de la sédition politique, laisse transparaître les sympathies sans illusions de Madeleine de Scudéry pour les Frondeurs. Le personnage de Sappho constitue la première indication attestée de la prise de conscience du fait qu’après la Fronde, les femmes n’auraient plus le droit d’appliquer leurs talents qu’aux sujets intellectuels et uniquement dans la sphère privée. Au demeurant, la « retraite » de Sappho au royaume des Sauromates — la demeure légendaire des Amazones — dans le dixième volume d’Artamène coïncide avec la « retraite » de la Grande Mademoiselle. Avec Pellisson, avec qui elle a entretenu une relation de grande fidélité, elle a influencé La Fontaine et Molière qui semble pourtant l’avoir ridiculisée sous le nom de « Magdelon », diminutif de Madeleine, dans les Précieuses ridicules. Elle a également reçu, pour son Discours de la gloire, le tout premier prix d'éloquence de l’Académie française, premier prix jamais décerné par cette institution. Elle n'y entra pas, mais fut membre de l’Académie des Ricovrati.
Ses deux grands romans (Clélie et Le grand Cyrus) ont été plusieurs fois traduits et réédités tout au long du XVIIe siècle.

### Décès

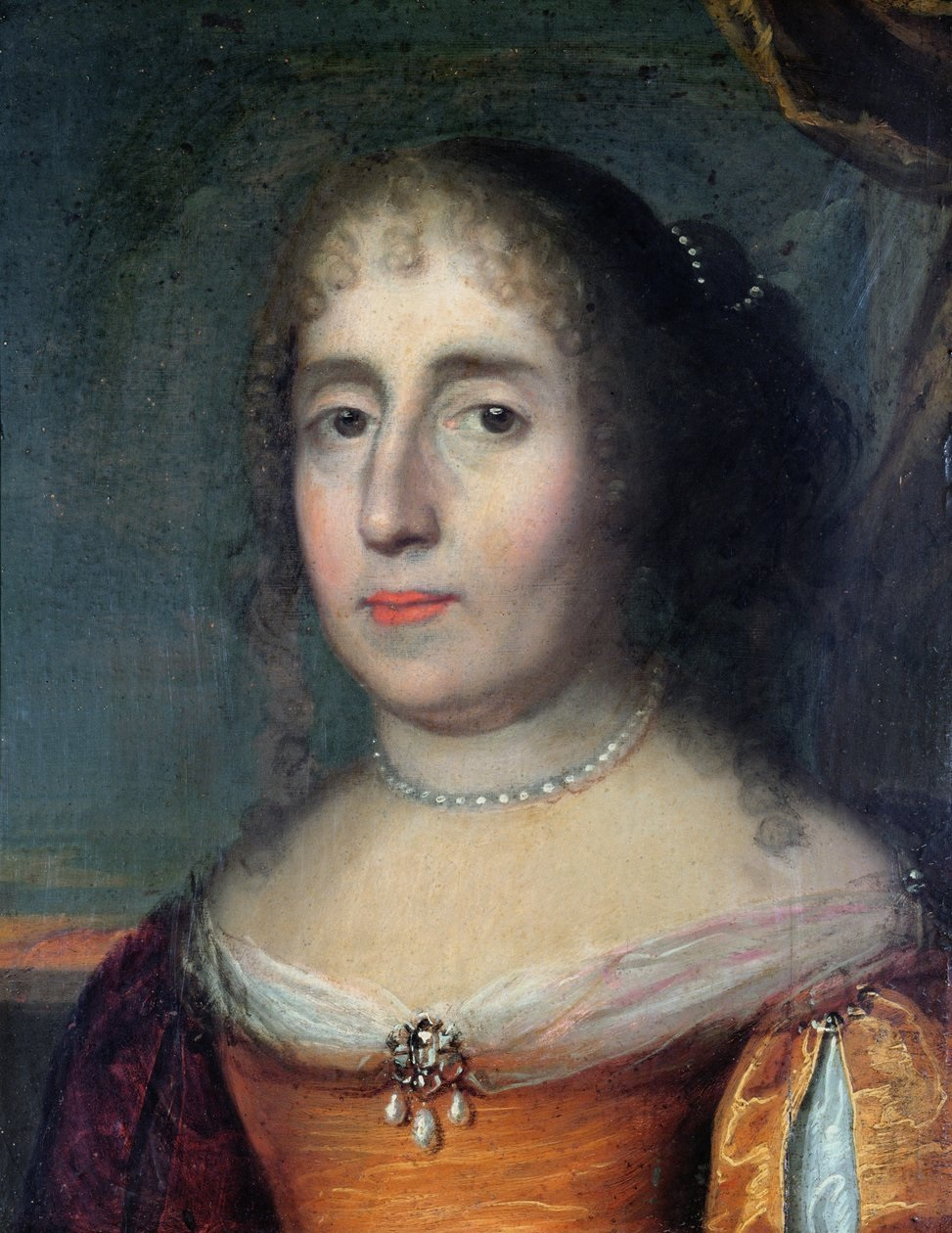
Portrait (anonyme de l'école française ; crédit Bibl. Marguerite Durand, Paris).

La tradition rapporte qu'elle meurt en embrassant le crucifix présenté par le prêtre qu'on avait fait venir pour lui donner l’extrême-onction. Elle est inhumée au cimetière de l’église Saint-Nicolas-des-Champs (dans l’actuel 3e arrondissement de Paris).

## Postérité
Le mouvement précieux, dont Mademoiselle de Scudéry était l'emblème, a été tourné en dérision par ses contemporains : Molière avec Les Précieuses ridicules (1659) et Les Femmes savantes (1672), ou Antoine Furetière dans son Roman Bourgeois (1666).
E.T.A. Hoffmann en fait un personnage central de Das Fräulein von Scuderi, qui est généralement considéré comme le premier roman policier en langue allemande. Mademoiselle de Scudéry est également une des deux protagonistes du roman à clef d'Hope Mirrlees intitulé Madeleine: One of Love's Jansenists (1919). L'héroïne, une jeune précieuse du nom de Madeleine Troqueville, se prend de passion pour Mademoiselle de Scudéry, qui la rejette. On considère généralement que cette œuvre transpose la passion entre Virginia Woolf et Natalie Clifford Barney (sous les traits de Mlle de Scudéry.).
Un jardin porte son nom en sa mémoire dans le 3e arrondissement de Paris.

## Œuvres
- Artémise, princesse de Carie. Histoire de ce Temps (1635, attribution incertaine)[11]
- Ibrahim ou l'illustre Bassa (1641)
- Les Femmes illustres ou les Harangues héroïques (1642)
- Artamène ou le Grand Cyrus (1649-1653)[12]
- Clélie, histoire romaine (1654-1660)[13] sur Gallica
  - Carte de Tendre
- Célinte (1661)[14]
- Mathilde d’Aguilar (1667)[15]
- La Promenade de Versailles (1669)
- Conversations sur divers sujets
- Conversations nouvelles
- Conversations morales
- Discours de la gloire, Paris, Pierre Le Petit, 1671    (Wikisource)
- Nouvelles Conversations morales
- Entretiens de morale

- L'esprit de Mademoiselle de Scudéri. Vincent, 1766, édition établie par de La Croix d'après Barbier.

#### Éditions
- Madeleine et Georges de Scudéry, C. Bourqui, A. Gefen et B. Selmeci, Artamène ou Le Grand Cyrus (extraits), Paris, Flammarion 2005, 642 p.
- Clelie, Histoire romaine, édition critique par C. Morlet-Chantalat, 5 volumes, Paris, Honoré Champion, 2001-2005 (Sources Classiques no 30, 40, 44, 51, 63).
- Mathilde, édition établie et présentée par N. Grande, Paris, Honoré Champion, 2002 (Sources Classiques no 38).
- Celinte, nouvelle première, édition critique par A. Niderst, Paris, A.-G. Nizet, 1979, 172 p.
- La Promenade de Versailles, éditée et présentée par M.-G. Lallemand, Paris, Honoré Champion, 2002 (Sources Classiques no 39).
- M. de Scudery, P. Pellison et leurs amis, Chroniques du samedi suivies de pièces diverses (1653-1654), édition établie et commentée par A. Niderst, D. Denis, M. Maître, Paris, Honoré Champion, 2002 (Sources Classiques no 43).
- Lettres à l’abbé Jean-Baptiste Boisot et à Jeanne-Anne de Bordey-Chandiot 1686-1699, éditrice scientifique: C. Marchal, Classiques Garnier, 2019  (Correspondances et mémoires, no 36).
- Histoire de deux caméléons, éditéé et présentée par Aude Volpilhac, Anthony Herrel etThierry Hoquet, Éditions Thierry Marchaisse, 2022.

#### Études
- Marguerite Teillard-Chambon, Madeleine de Scudéry, reine du Tendre, 1934, Édition Armand Colin.
- Oliver Mallick, Le héros de toutes les saisons : Herrscherlob und politische Reflexionen in Madeleine de Scudérys Roman La Promenade de Versailles (1669), in : Zeitschrift für Historische Forschung, vol. 41, no 4, 2014, p. 619–686.